# Brontoliota indivisipennis
Brontoliota indivisipennis es una especie de coleóptero de la familia Silvanidae.

## Distribución geográfica
Habita en Queensland (Australia).